# Syzygium nicobaricum
Syzygium nicobaricum là một loài thực vật có hoa trong Họ Đào kim nương. Loài này được (King) Rathakr. & N.C.Nair miêu tả khoa học đầu tiên năm 1983.